# Поклінні та пам'ятні хрести (Ростов-на-Дону)
Поклінні та пам'ятні хрести (рос. Поклонные и памятные кресты)  — монументальна споруда у вигляді хреста в місті Ростові-на-Дону.

## Історія і опис
Традиція ставити поклінні хрести з'явилася на Русі дуже давно. Їх встановлювали, як правило, на перехрестях або при вході-виході з міста або села. Дивлячись на такий хрест, люди молилися перед дорогою богу і заступникам. Вважалося, що він дає захист від бісів і недругів.
Також поклінні хрести встановлювалися на честь церковних свят або особливо шанованих святих.
У різних районах міста Ростова-на-Дону стали споруджуватися поклінні та пам'ятні хрести.
Біля входу на Північне кладовище на Орбітальній вулиці в 2005 рік був споруджений поклінний хрест.
У 2001 році недалеко від Преполовенской церкви у Залізничному районі р. Ростова-на-Дону був споруджений пам'ятний хрест козакам, полеглим за Вітчизну.
- | Зовнішні зображення | Зовнішні зображення                                      |
| ------------------- | -------------------------------------------------------- |
|                     | Поклінний хрест святим рівноапостольним Кирилу і Мефодію |

Міжнародний фонд слов'янської писемності і культури провів у 1994 році миротворчу місію по спорудженню поклонних хрестів в пам'ять Святих рівноапостольних Мефодія і Кирила — засновників слов'янської писемності — в тридцяти одному місті, включаючи і Ростов-на-Дону. У травні 1994  року в пам'ять і в честь св. Кирила і Мефодія, учителів слов'янських було встановлено й освячено поклонний пам'ятний чотирикінцевий кам'яний хрест на постаменті у сквері поруч з Донський публічною бібліотекою на перетині Пушкінської вулиці і Університетського провулка в Ростові-на-Дону. Автор пам'ятника — московський скульптор В'ячеслав Кликов. Щорічно 24 травня православна церква і весь слов'янський світ вшановує пам'ять святих рівноапостольних Кирила і Мефодія — творців слов'янської писемності.

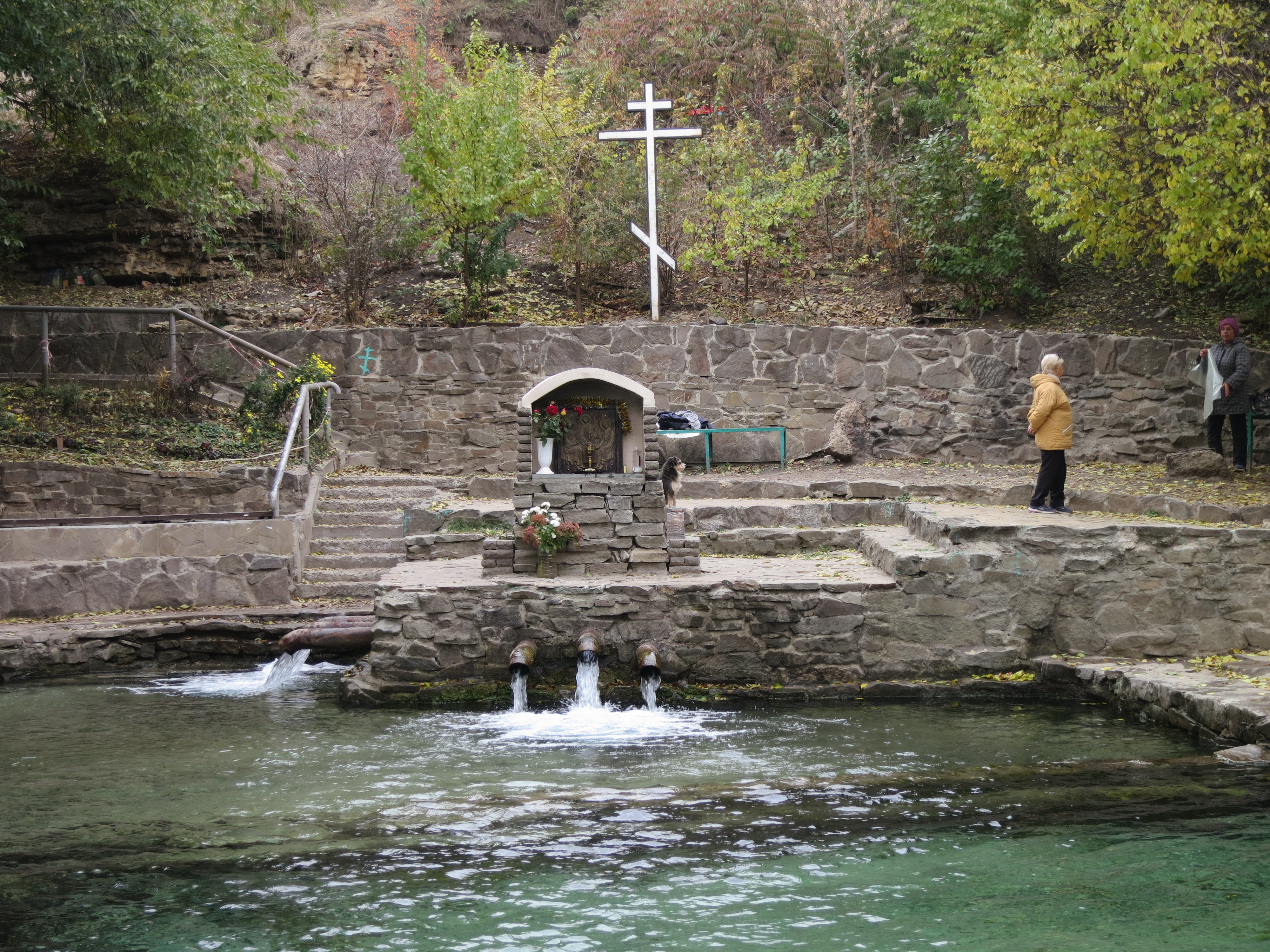
Поклінний хрест над Гримучим джерелом

Над Гримучим джерелом (джерелом) було встановлено поклінний хрест. У 1990 роках Гримучий джерело був облагороджений і освячений. Церква встановила тут великий білий хрест.